# No index
No index er en værdi, der kan tildeles "robots"-metataggen i HTML-koden. Dette tag bruges til at kommunikere til webcrawlere, såsom Google's søgemaskinerobotter, om indholdet af en bestemt webside. "No index"-værdien fortæller disse crawlere, at de ikke skal indeksere siden eller inkludere den i søgeresultaterne.
Ved at bruge "no index"-værdien kan webmastere forhindre, at bestemte sider vises i søgeresultaterne, hvilket kan være nyttigt for sider, der ikke er beregnet til at være offentlige, såsom login-sider eller udviklingssider. Det kan også bruges til at undgå duplikeret indholdsproblemer, hvor flere sider med samme indhold bliver indekseret af søgemaskiner.
Ud over "no index"-værdien er der andre værdier, der kan tildeles "robots"-metataggen, såsom "no follow", der fortæller crawlere ikke at følge nogen links på siden, og "no archive", som forhindrer siden i at blive gemt i cache af søgemaskiner.
 Der er for få eller ingen kildehenvisninger i denne artikel, hvilket er et problem. Du kan hjælpe ved at angive troværdige kilder til de påstande, som fremføres i artiklen.